# سيدريك لي هايدن
سيدريك لي هايدن (بالإنجليزية: Cedric Lee Hayden)‏ هو سياسي أمريكي، ولد في 4 أغسطس 1934 في يوجين في الولايات المتحدة. حزبياً، نشط في الحزب الجمهوري. وقد انتخب عضو مجلس نواب أوريغون.